# Carl Gustav Armfeldt
Carl Gustaf Armfeldt (9 de novembre 1666 - 24 octubre 1736) fou un oficial suec, general i friherre (baró) que participà en la Gran Guerra del Nord.
Nasqué a l'Íngria Sueca fill del tinent coronel Gustaf Armfelt i Anna Elisabet Brakel. Com d'altres membres de la seva família Armfelt es dedicà a la carrera militar i a l'edat de disset anys s'uní a la Cavalleria de Nylands com a cadet. El 1685 abandonà aquest destí i anà a França on s'uní al regiment del príncep Ferdinand de Fürstenburg com a mer soldat ras. Feu campanya a França durant dotze anys i retornà a Suècia com a capità.

## Gran Guerra del Nord
A causa de la seva experiència militar entrà a l'exèrcit finlandès com a Ajudant General el 1701 i romangué en aquest exèrcit durant la majoria de la Gran Guerra del Nord. Se'l nomenà comandant de l'exèrcit finlandès el 1713.
Durant la llarga guerra es distingí en unes quantes ocasions, especialment durant la defensa d'Helsingfors el 1713, però s'enfrontà a una força russa aclaparadora i fou derrotat en la batalla de Storkyro el 1714.

### 1718 Campanya Noruega
El 1717 Armfeldt fou ascendit a tinent general i comandà la força sueca que seguint les ordres de Carles XII de Suècia envià a Noruega per prendre Trondheim. Pobrament proveït i equipat, Armfelt es retirà després que el rei caigués a Fredrikshald.
El subsegüent desastre que colpeja el seu exèrcit es coneix com la Marxa de la Mort Carolina. La Nit de Cap d'Any de 1718 arribava al Tydal noruec, a 80 quilòmetres del poble suec més proper a Jämtland. Quan les tropes havien caminat 10 quilòmetres des de Tydalen, un fort torb bufà del nord-oest. El fred va matar el guia el molt primer dia, i l'exèrcit avançà a cegues per les muntanyes (Serralada de Sylan). Les següents nits centenars de soldats moriren. Dels més de 5,000 que deixaren Tydalen, només 2,100 van arribar finalment a Duved, principalment endurits veterans finlandesos.

## Vida posterior
El 1719 Armfelt fou nomenat governador del Comtat de Viborg però mai no en prengué possessió, ja que el comtat estava sota control rus i fou cedit a Rússia després del Tractat de Nystad. Se l'ascendí a friherre el 5 de juliol de 1731 i fou nomenat general d'infanteria el 1735.
Segons els registres de parroquials Pernå (citats per Hornborg, 1952) morí a Liljendal a Nyland el 24 d'octubre de 1736, i fou enterrat a Isnäs el 3 de desembre de 1736.
Es casà el 1700 amb Lovisa Aminoff (1685-1741), filla del capità de cavalleria Johan Fredrik Aminoff. Gustaf Mauritz Armfelt és el seu net.